# 江口慎吾
江口 慎吾（えぐち しんご、1977年1月30日 - ）は、元ボクシング日本スーパーライト級チャンピオン。神奈川県横浜市出身。日本大学高等学校、日本大学農獣医学部食品工学科卒。大橋ボクシングジム所属。

## 来歴
- 辰吉丈一郎対サミュエル・デュラン戦を見て高校1年からボクシングを始め、大学のボクシング部はすぐに退部しカワイジムに入る。1998年、大橋ボクシングジムに移籍し日本選手権ライト級ベスト8となり翌年からプロとなる。アマ通算24戦15勝(10KORSC)9敗
- 1999年1月30日、デビュー戦を1RKOで飾る。
- 2000年11月14日、東日本ライト級新人王を掛けて井上直人と争う。壮絶な打ち合いとなるも最終ラウンドのダウンが響き6R判定で敗れ、5連勝でストップ。
- 2003年5月19日、その後8連勝で佐々木基樹の持つ日本スーパーライト級タイトルに挑戦。階級を上げ引退を覚悟しての1戦で5R1分45秒TKO勝ちでタイトル奪取。
- 2004年4月3日、初の博士王者が掛かった金山晋司を退け、一戦ノンタイトル戦も勝利し木村登勇を迎えた防衛2戦目で10R判定まで縺れ込み敗れると同時に失冠。その後7月27日に引退試合を行い引退。プロ通算19戦17勝13KO2敗